# Nintendo
Nintendo Co. Ltd. (任天堂株式会社?, Nintendō kabushiki-gaisha) è un'azienda giapponese specializzata nella produzione di videogiochi e console.
Considerata come una delle più grandi compagnie del Giappone, Nintendo fu fondata il 23 settembre 1889 da Yamauchi Fusajirō come produttore e distributore di carte da gioco. Nel corso della sua storia ha realizzato diversi giochi meccanici ed elettronici, entrando poi nel mondo dei videogiochi negli anni settanta, come produttore di giochi arcade. Nel 1977 Nintendo lanciò con successo la propria linea di console domestiche denominata Color TV Game.
Dagli anni ottanta Nintendo ha prodotto numerose console da tavolo e portatili che hanno venduto oltre 750 milioni di unità. Tra le console che hanno venduto più di 10 milioni figurano il Nintendo Entertainment System, il Super Nintendo Entertainment System, il Nintendo 64, il Nintendo GameCube, il Wii, il Nintendo Switch, il Game Boy, il Game Boy Advance, il Nintendo DS e il Nintendo 3DS. L'azienda ha realizzato inoltre la serie Game & Watch e il Virtual Boy.
Nintendo ha pubblicato oltre cinquecento giochi, spesso avvalendosi della collaborazione di altre aziende per quanto riguarda lo sviluppo. In trent'anni ha venduto oltre 577 milioni di console e 3,5 miliardi di copie dei videogiochi direttamente sviluppati. Il 23 settembre 2019 Nintendo ha festeggiato il suo 130º anno di vita.
L'amministratore delegato e presidente della società è Shuntaro Furukawa, mentre la mascotte di Nintendo è Mario, personaggio creato nel 1981 da Shigeru Miyamoto per il videogioco arcade Donkey Kong. Nintendo è quotata sulla borsa di Tokyo dal 1983.

## Storia

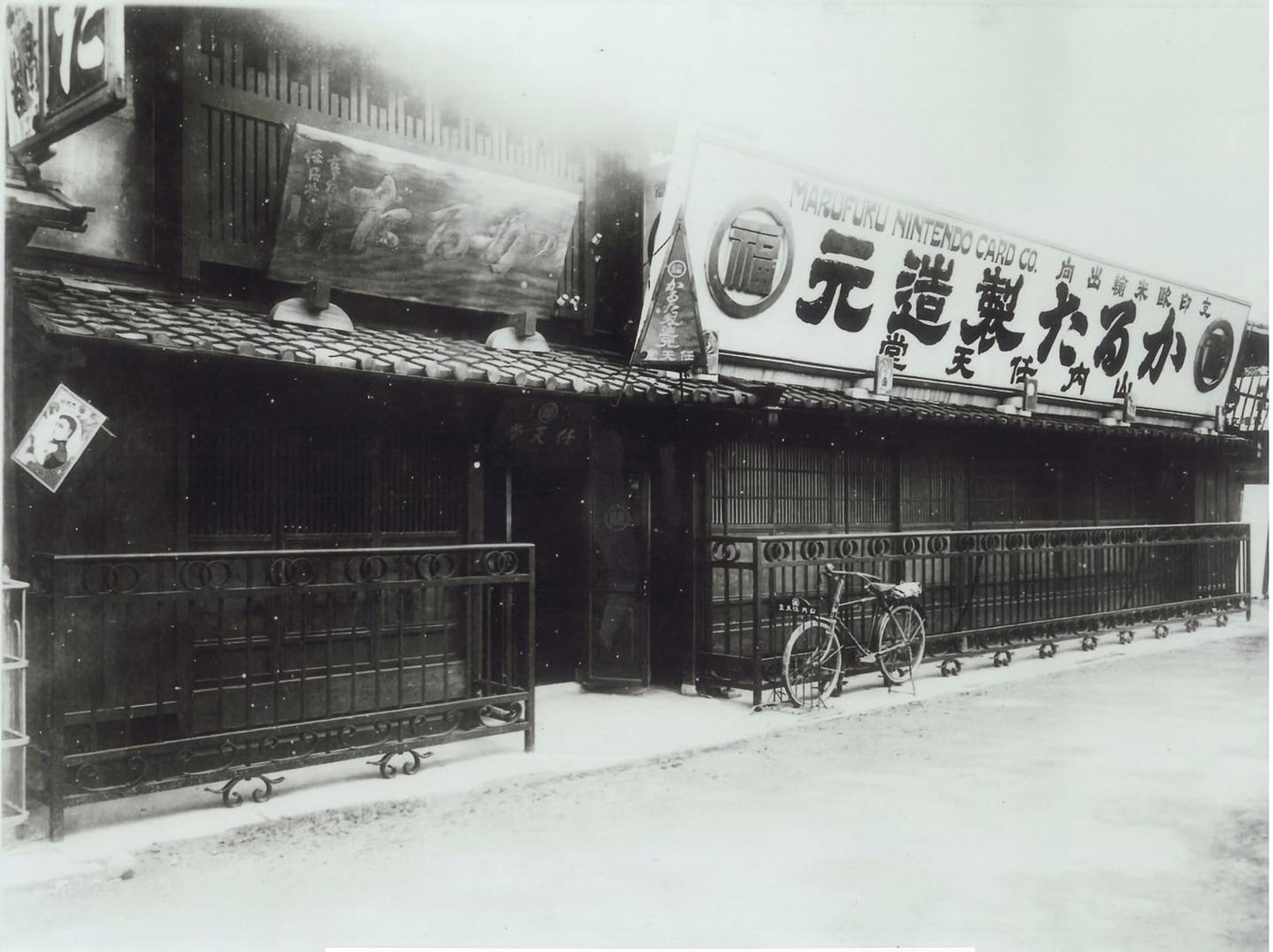
Sede Nintendo nel 1889

### La fondazione

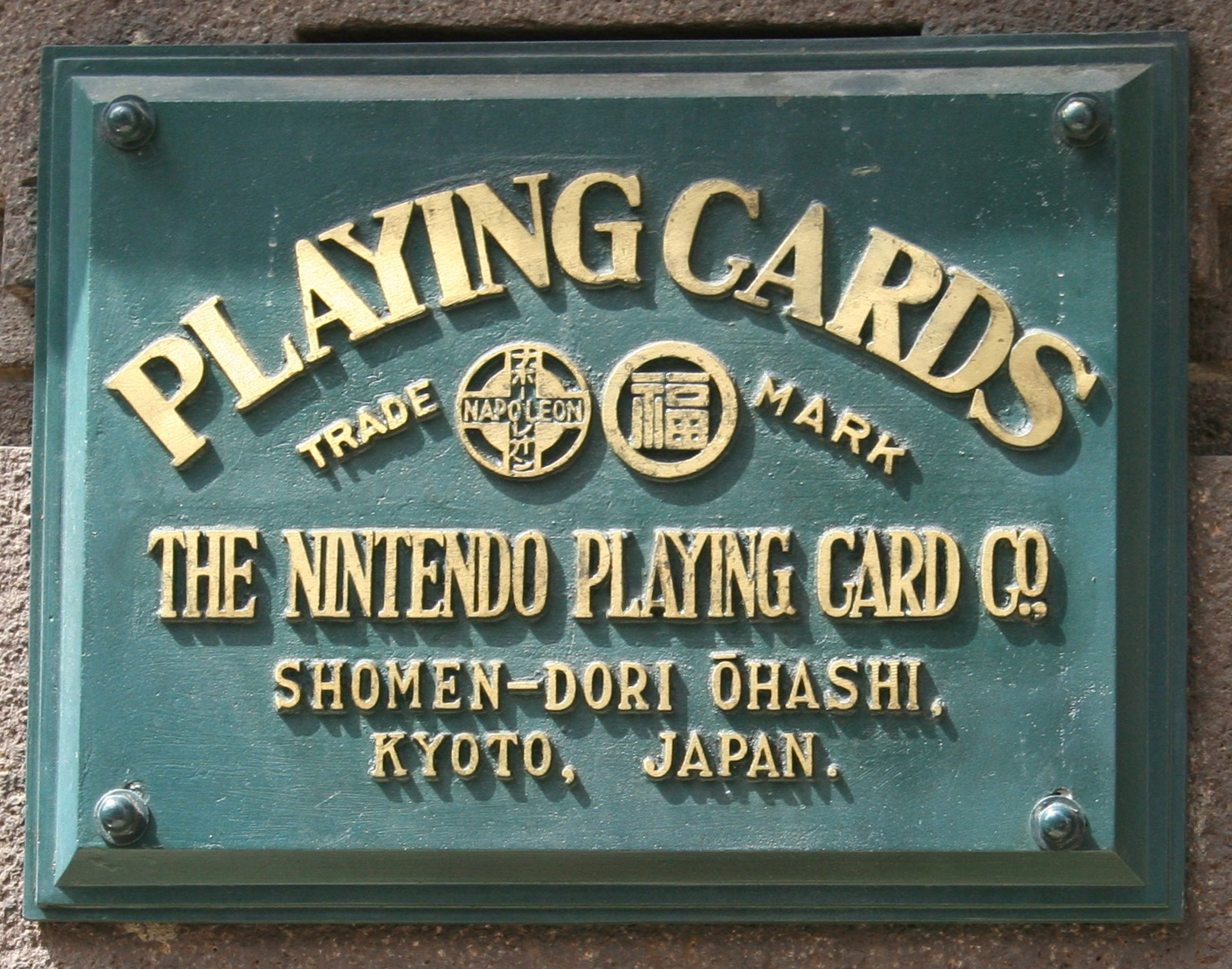
Targa a Kyoto

Fusajiro Yamauchi fonda nel 1889 a Kyoto la Nintendo Koppai, che inizialmente era un'azienda produttrice di carte da gioco Hanafuda. I kanji utilizzati per il nome "nin-ten-do" possono essere tradotti come "lasciare la sorte al cielo".
Nel 1951, cambia nome in Nintendo Playing Card Co. Ltd. Nel 1959 stringe un accordo con The Walt Disney Company per commercializzare carte raffiguranti i personaggi Disney. Il successo dell'operazione porta l'azienda a entrare in borsa nel 1962.

### La Nintendo Co. Ltd. e l'espansione
Nel 1963 Hiroshi Yamauchi, terzo presidente di Nintendo e nipote di Fusajiro Yamauchi, modifica la ragione sociale dell'impresa trasformando la compagnia in Nintendo Co., Ltd. Negli anni sessanta Yamauchi tenta di espandere l'azienda, avviando una compagnia di taxi, una catena di love hotel e iniziando a commercializzare vari oggetti, tra cui elettrodomestici (come l'aspirapolvere Chiritorie). Quasi tutti i tentativi falliscono e gli unici successi si riscontrano nel mondo dei giocattoli, con la produzione dell'Ultra Hand, dell'Ultra Machine, del Love Tester e della serie di pistole ottiche Kôsenjû SP.

### L'ingresso nel mercato dei videogiochi

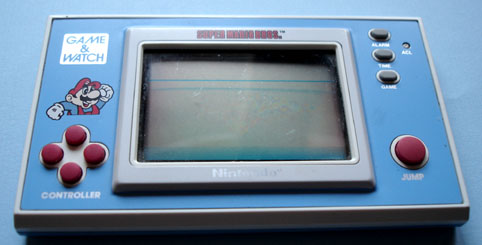
Un Game & Watch.

Nel 1973 il Nintendo Research & Development Department realizza il Laser Clay Shooting System, un simulatore di tiro al piattello che perfeziona la tecnologia delle pistole ottiche già commercializzate dall'azienda. Il sistema è pensato per essere installato in ampi locali, come le sale da bowling giapponesi, che stanno attraversando un periodo di crisi per colpa della novità rappresentata dai locali karaoke. L'anno seguente viene realizzata una versione più compatta, il Mini Laser Clay, pensata per le sale giochi. Con Wild Gunman (1974) Nintendo inaugura la serie Simulation System: sei cabinati da sala giochi che utilizzano pistole ottiche abbinate a filmati in pellicola da 16 millimetri. Il primo videogioco arcade programmato di Nintendo è Computer Othello (1978).
Nel 1975 Nintendo ottiene i diritti di distribuzione in Giappone della console Magnavox Odyssey, contenente un videogioco di tennis molto simile al Pong di Atari. Lavora quindi a una propria versione della macchina insieme alla Mitsubishi Electric e nel 1977 la commercializza con il nome di Color TV Game.
Sempre nel 1977 Nintendo assume lo sviluppatore di videogiochi Shigeru Miyamoto, futuro creatore di Super Mario.

### L'affermazione e il successo negli anni
Nel 1980 nasce Nintendo of America (con sede a New York) e debutta sul mercato la serie di giochi elettronici portatili Game & Watch. La creazione di Gunpei Yokoi è un successo commerciale.
Nel 1981 esce il videogioco arcade Donkey Kong, sviluppato da Miyamoto. Diventa il più grande successo riscosso dalla Nintendo fino ad allora.
Negli anni ottanta Nintendo immette nel mercato il Nintendo Entertainment System (NES), noto in Giappone come Famicom. Nonostante la crisi dei videogiochi del 1983, la console vendette milioni di esemplari. Tra gli oltre cinquecento giochi figurarono The Legend of Zelda e Super Mario Bros.. Di quest'ultimo titolo, ideato da Miyamoto e pubblicato nel 1985, sono vendute più di 40 milioni di copie. Nel 1989 Nintendo entra nel mercato delle console portatili grazie al lancio del Game Boy. Ideato da Yokoi, il Game Boy fu venduto insieme a Tetris.
Nel 1990 Nintendo torna all'intrattenimento domestico con il Super Nintendo Entertainment System (SNES), il cui successo oscura le console della rivale SEGA, a cui nel 1995 seguirà il Nintendo 64; dal punto di vista dei dispositivi portatili, durante quest'ultimo anno Yokoi produce anche il Nintendo Virtual Boy, che tuttavia si rivelerà un fallimento (sarà considerato il motivo dell'allontanamento di Yokoi).
Il successo della linea Game Boy, anche grazie alla serie Pokémon, porterà negli anni successivi Nintendo a produrne vari aggiornamenti (tra cui il Super Game Boy e il Game Boy Color).

### Il XXI secolo

Logo utilizzato dalla Nintendo fino al 2006

Durante gli anni duemila Nintendo commercializza le console Nintendo GameCube (2001) e Wii (2006), oltre a vari dispositivi portatili tra cui il Game Boy Advance SP (2003), il Nintendo DS (2004) e il Nintendo DSi (2008). In questo decennio vengono aperte le filiali britanniche, italiane e spagnole della compagnia nipponica.
Nel 2011 Nintendo lancia il Nintendo 3DS e nel 2012 il Wii U, mentre nel settembre 2013 Nintendo risulta essere l'editore di videogiochi di diciassette dei venti titoli più venduti in Giappone nel ventunesimo secolo, cinque dei quali prodotti dalla The Pokémon Company, sua affiliata.
Nel 2015 muore Satoru Iwata, quarto presidente della Nintendo che ha ricoperto il ruolo dal 2002; dopo alcuni mesi di CEO ad interim, Genyo Takeda e Shigeru Miyamoto vengono sostituiti da Tatsumi Kimishima.
Nel 2016 Nintendo entra nel mercato delle applicazioni mobili in seguito all'acquisizione di parte della software house giapponese DeNA. Nel marzo 2017 Nintendo commercializza la console Nintendo Switch, ideata dal presidente Iwata. Nel febbraio 2018 annuncia una coproduzione con Illumination per la realizzazione di un film d'animazione che vede Mario come protagonista.
Nell'aprile 2018 viene annunciato il ritiro del presidente Kimishima e indicato il suo possibile sostituto. Il 28 giugno il consiglio di amministrazione nomina Shuntaro Furukawa come nuovo presidente.

## Prodotti

### Console

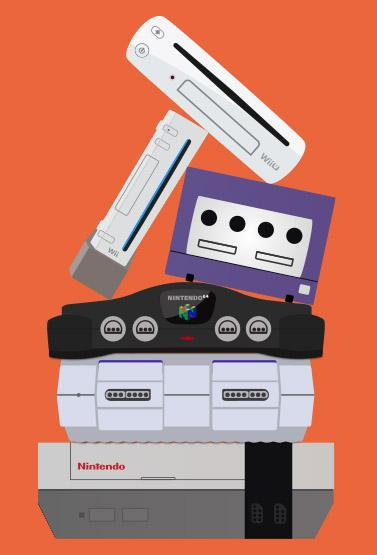
Dal basso verso l'alto: NES, SNES, Nintendo 64, GameCube, Wii e Wii U

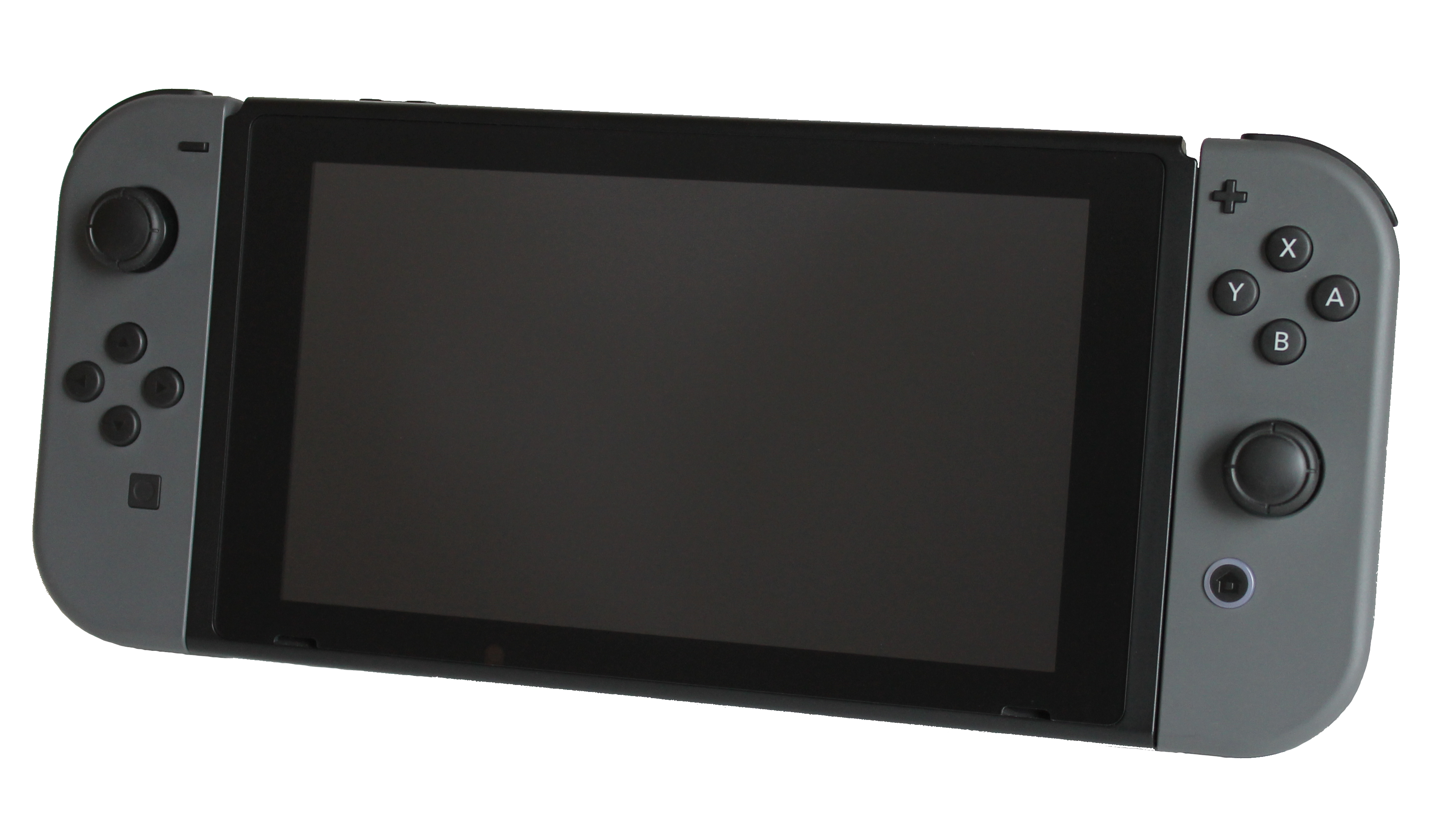
Nintendo Switch in modalità portatile

La seguente è una lista delle console da tavolo prodotte da Nintendo:
- Color TV Game (1977)
- Nintendo Entertainment System (1983)
  - Nintendo Entertainment System Control Deck (1993)
- Super Nintendo Entertainment System (1990)
- Nintendo 64 (1996)
  - Nintendo 64DD (1999)
- Nintendo GameCube (2001)
  - Panasonic Q (2001)
- Wii (2006)
  - Wii Mini (2012)
- Wii U (2012)
- Nintendo Switch (2017)
- Nintendo Switch 2 (2025)

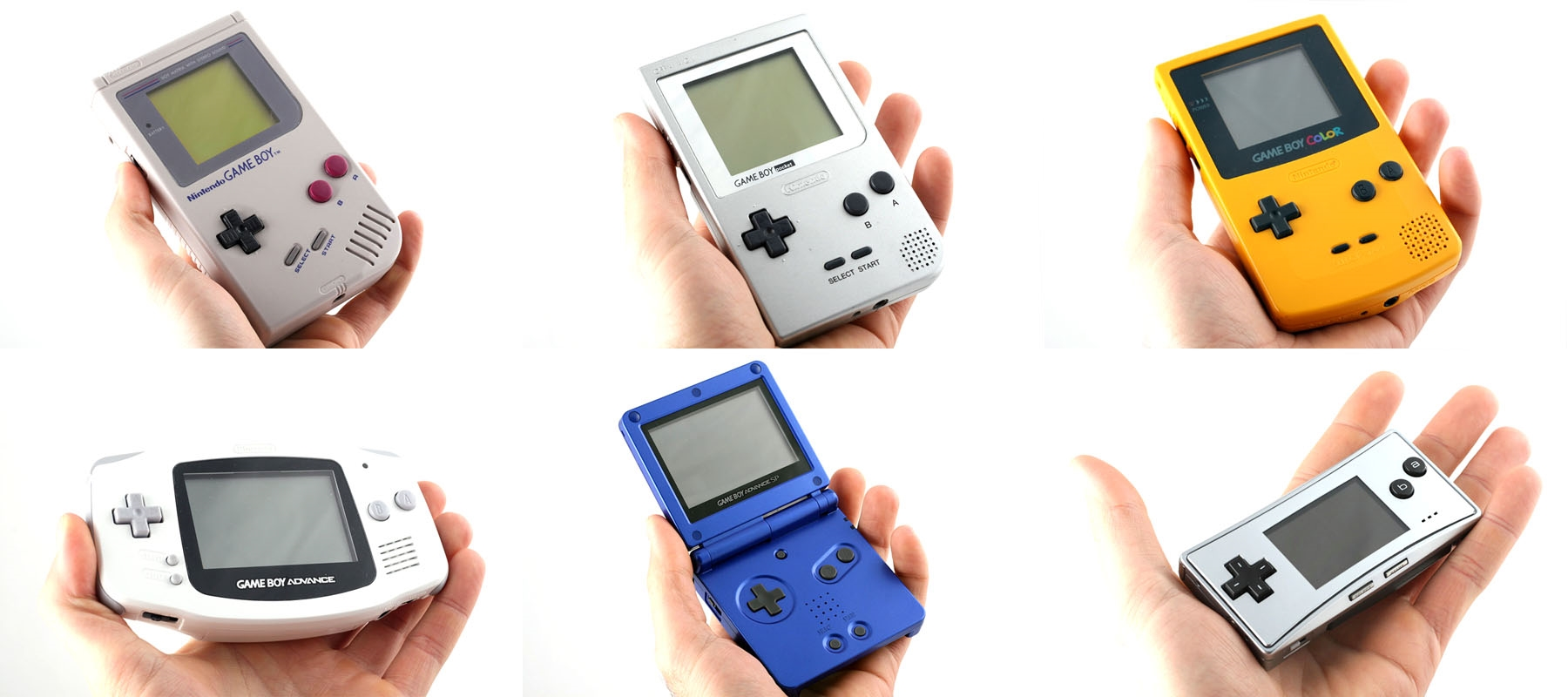
Da sinistra a destra: Game Boy, Game Boy Pocket, Game Boy Color, Game Boy Advance, Game Boy Advance SP e Game Boy Micro

Di seguito invece la lista delle console portatili di Nintendo:
- Game & Watch (1980)
- Game Boy (1989)
  - Game Boy Pocket (1996)
  - Game Boy Light (1998)
- Game Boy Color (1998)
- Game Boy Advance (2001)
  - Game Boy Advance SP (2003)
  - Game Boy Micro (2005)
- Nintendo DS (2004)
  - Nintendo DS Lite (2006)
  - Nintendo DSi (2008)
  - Nintendo DSi XL (2009)
- Nintendo 3DS (2011)
  - Nintendo 3DS XL (2012)
  - Nintendo 2DS (2013)
  - New Nintendo 3DS (2014)
  - New Nintendo 3DS XL (2014)
  - New Nintendo 2DS XL (2017)
- Nintendo Switch Lite (2019)

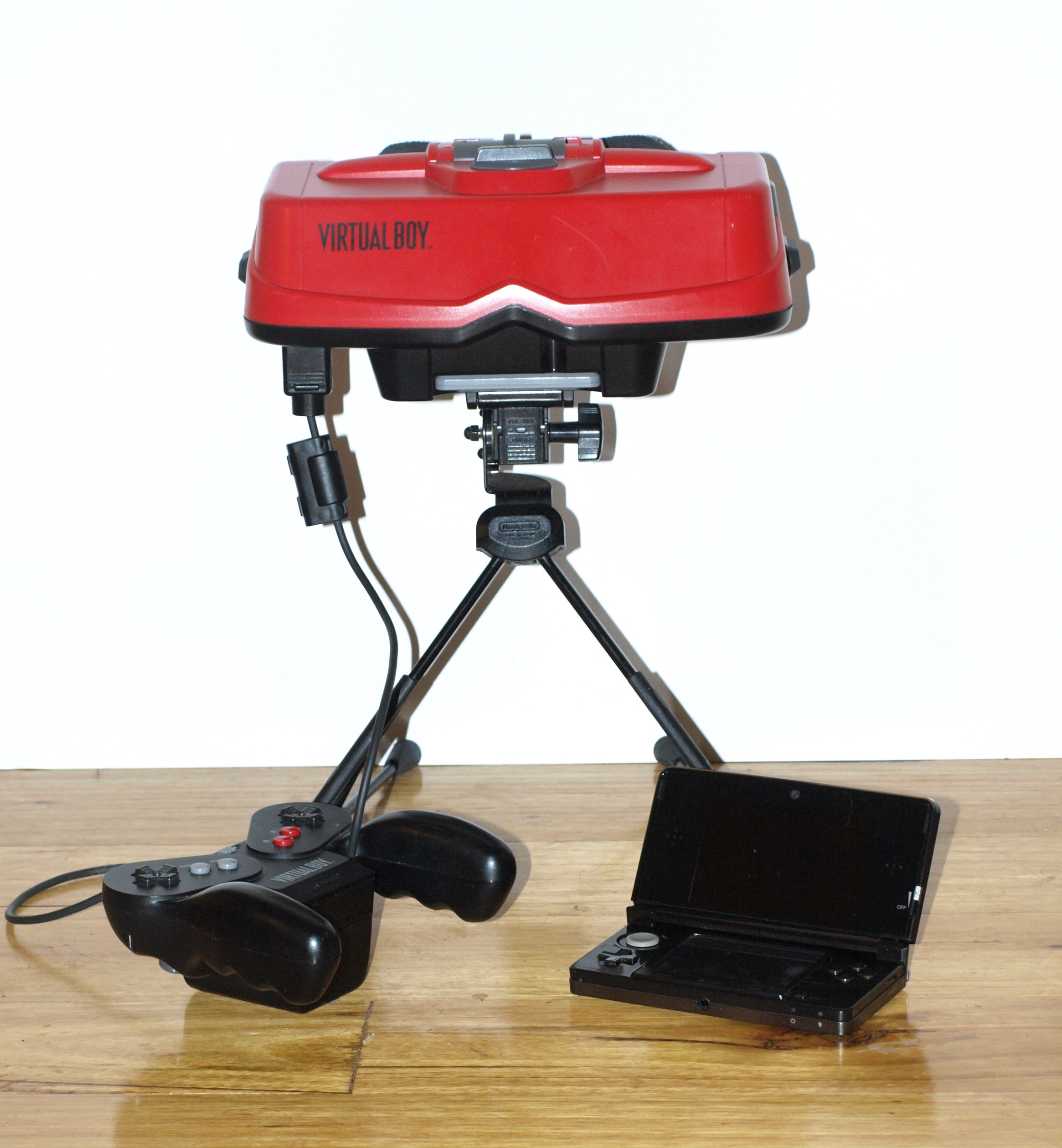
Virtual Boy e Nintendo 3DS

Altri dispositivi prodotti da Nintendo:
- Virtual Boy (1995)
- Nintendo Mini Classics (1999)
- Pokémon mini (2001)
- iQue Player (2003)
- amiibo (2014)

### Videogiochi

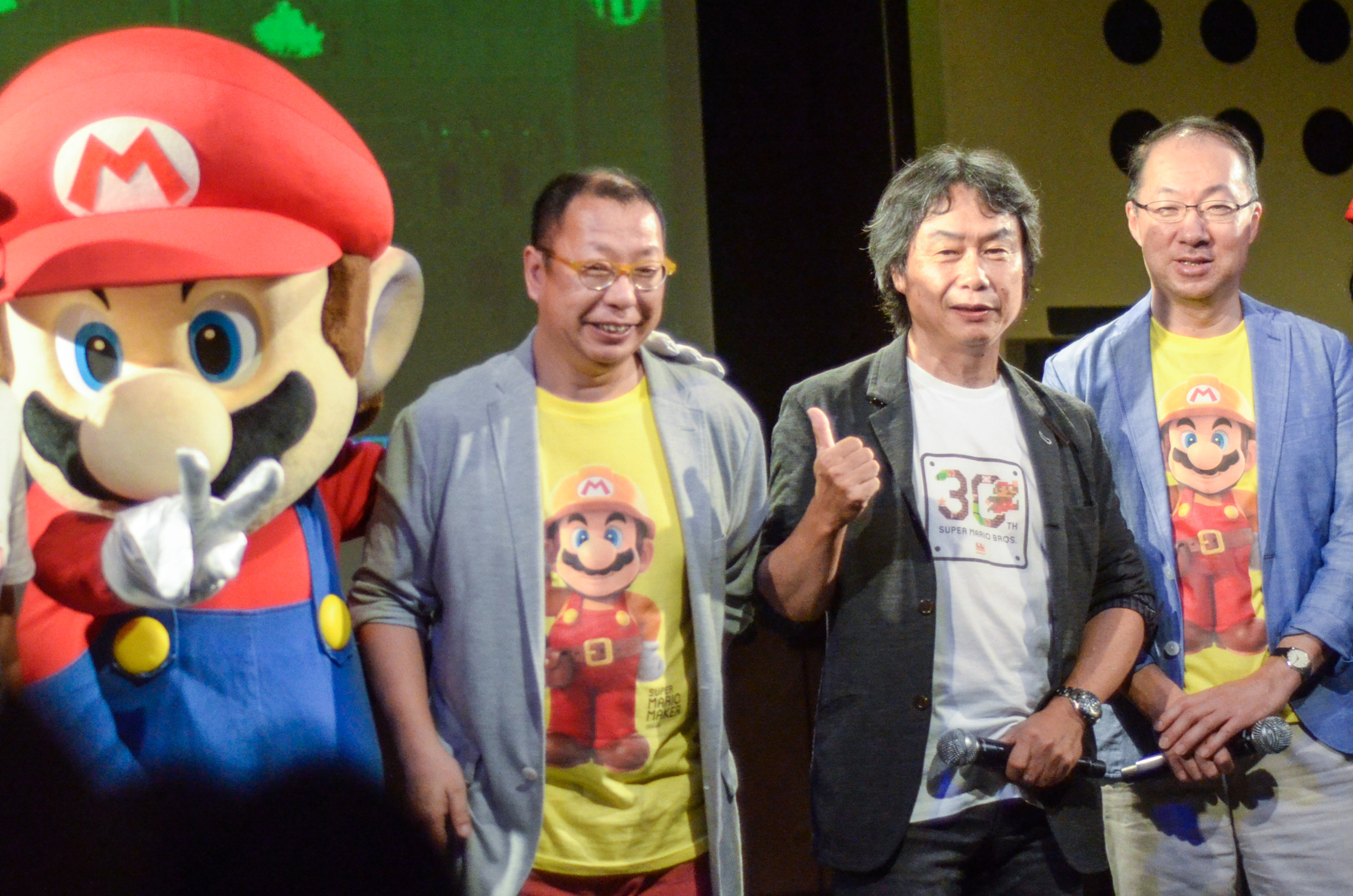
Takashi Tezuka, Shigeru Miyamoto e Kōji Kondō in occasione del trentennale della serie Mario

Nintendo ha lanciato varie serie di videogiochi di successo, tra cui si ricordano Mario, The Legend of Zelda, Kirby, Metroid e Pokémon. Alcuni dei personaggi simbolo della Nintendo sono i seguenti:
- Mario[38]

Protagonista di Donkey Kong con il nome di Jumpman, l'idraulico di origine italiana vive nel Regno dei Funghi ed è protagonista di numerosi titoli in cui il suo unico obiettivo è quello di salvare la principessa Peach dalle grinfie di Bowser. È caratterizzato da una tuta blu da idraulico, da un cappello rosso con una M e da un paio di folti baffi neri. Il suo migliore amico è un dinosauro di nome Yoshi.
- Luigi[38]

Fratello di Mario. Appare per la prima volta in Mario Bros. ed è anche lui un idraulico. Più magro e alto del fratello, indossa abiti di colore verde. Nel suo cappello appare la lettera L.
- Bowser[38]

È il principale rivale di Mario e Luigi. È un incrocio tra un drago e un Koopa, ma non è l'unico avversario dei due fratelli che possiedono due alter ego cattivi: Wario e Waluigi.
- Donkey Kong[38]

Gorilla acerrimo nemico di Mario fin dagli esordi. Compare insieme alla sua famiglia (Cranky Kong, Wrinkly Kong e Diddy Kong) in vari spin-off della serie Mario (Mario Golf, Mario Kart, Mario Tennis, Mario Party e Super Smash Bros.).
- Link[38]

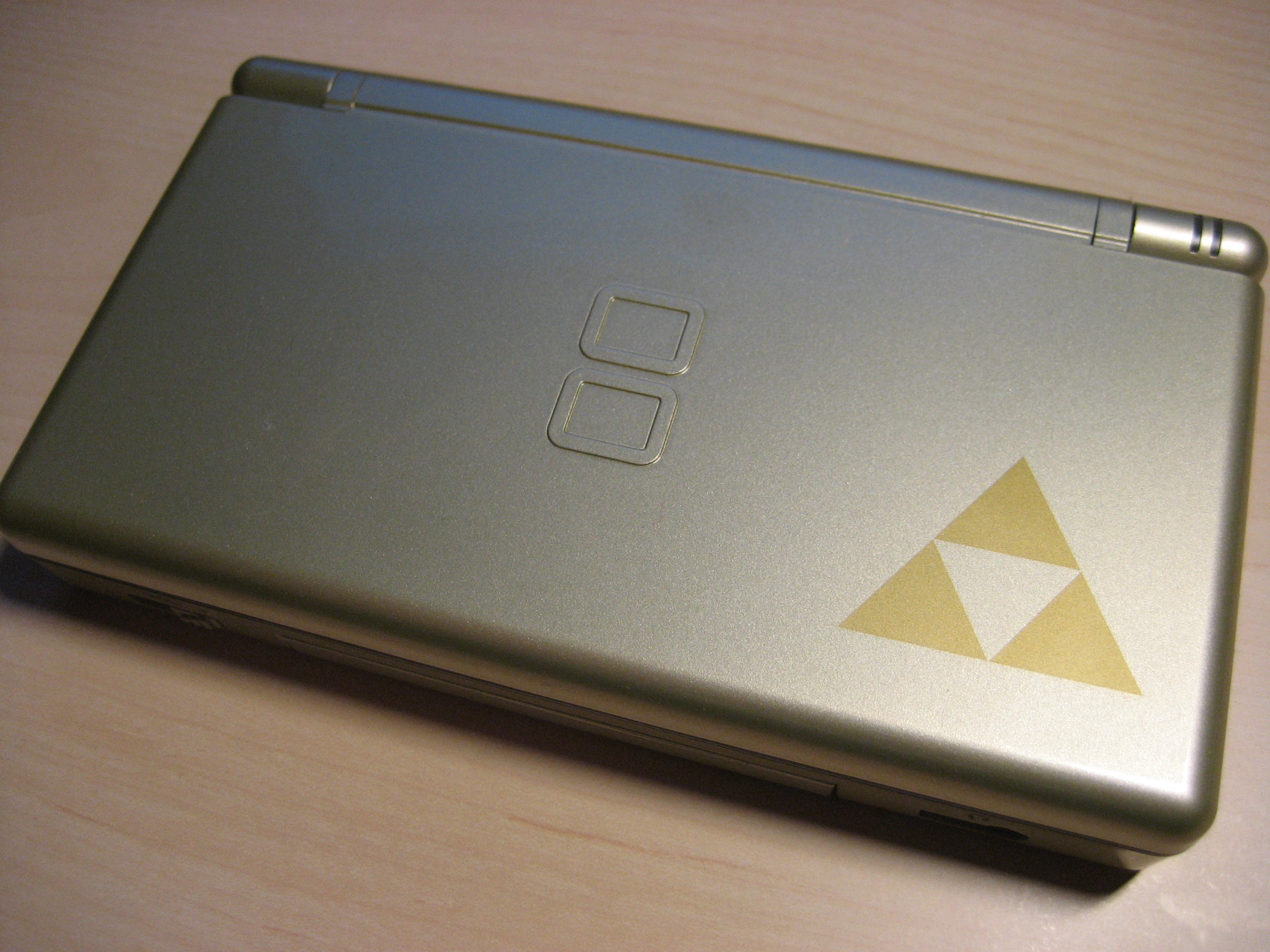
Nintendo DS Lite dedicato a The Legend of Zelda

Protagonista dei videogiochi della serie The Legend of Zelda. Sebbene il giovane della tuta verde mantenga il suo aspetto in tutti i titoli della saga, quasi ogni episodio presenta un diverso Link che percorre i passi dell'Eroe del Tempo e riporta la luce nelle tenebre brandendo la sua Master Sword. L'esatto ordine cronologico dei capitoli non è noto. Secondo Shigeru Miyamoto gli eventi di The Legend of Zelda: Ocarina of Time (1998) precedono i titoli The Legend of Zelda (1986), Zelda II: The Adventure of Link (1987), The Legend of Zelda: A Link to the Past (1991) e The Legend of Zelda: Link's Awakening (1993).
- Principessa Zelda[38]

È il personaggio che dà il nome alla serie. Come Link esistono differenti principesse, che tuttavia differiscono per età e aspetto. Compare in quasi tutti i titoli della collana, ad eccezione di The Legend of Zelda: Link's Awakening dove viene solamente nominata da Link. I suoi alter ego sono Sheik e Dazel.
- Kirby[38]

Personaggio sferico e rosa, è in grado di inghiottire i nemici, dei quali in tal caso assume le caratteristiche.
- Samus Aran[38]

Protagonista della saga Metroid, è una cacciatrice di taglie intergalattica dotata di esoscheletro che combatte contro la razza di alieni Metroid. Il suo antagonista è Mother Brain. È una delle prime protagoniste femminili apparse in un videogioco.
- Captain Falcon[38]

È il personaggio più importante della saga F-Zero. Cacciatore di taglie, appare fin dal primo titolo della serie di corse futuristiche, oltre che nei videogiochi Super Smash Bros.. La sua nemesi si chiama Black Shadow.
- Pikachu[38]

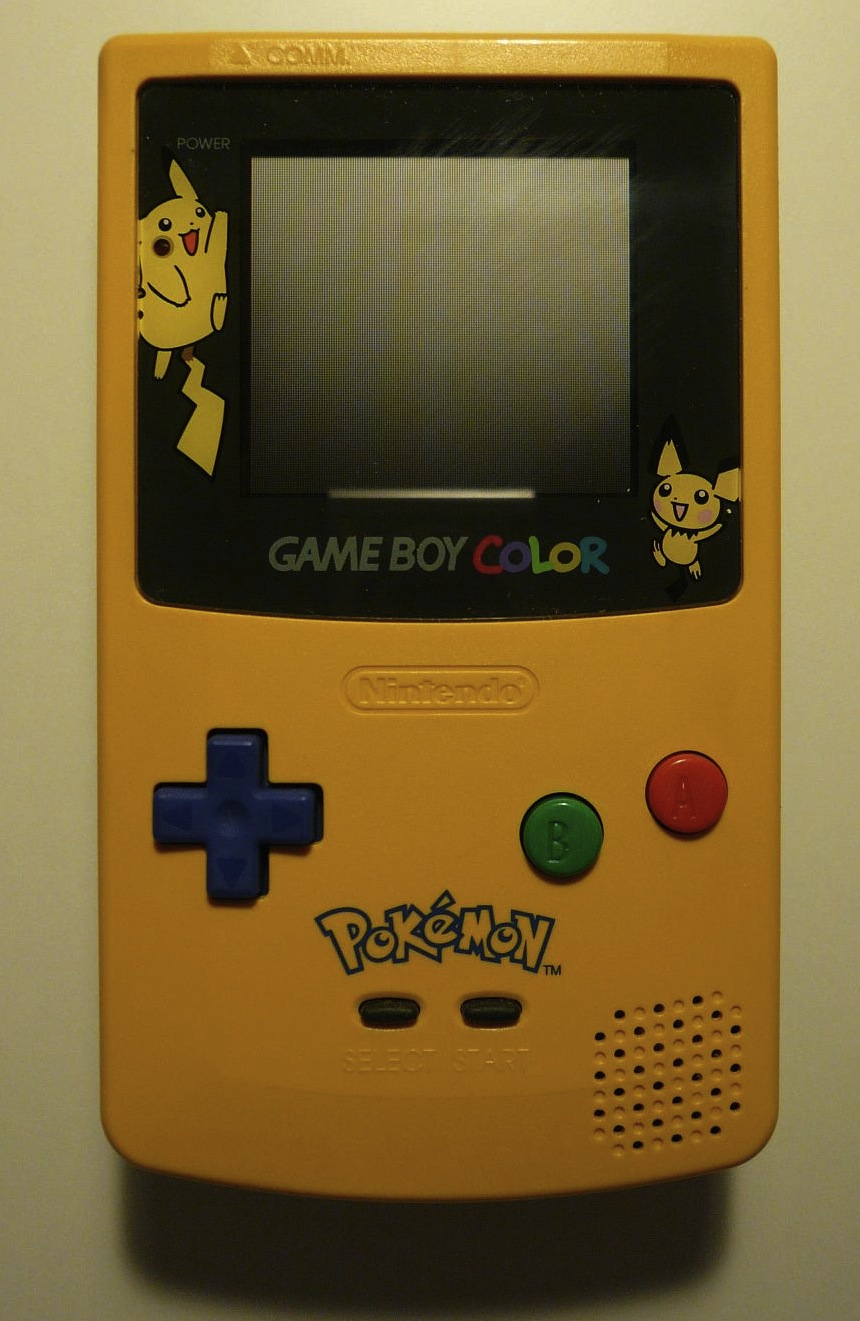
Game Boy Color a tema Pokémon

Grazie all'anime Pokémon, il miglior amico di Ash Ketchum è diventato l'emblema dei Pokémon. È una delle oltre 900 creature immaginarie appartenente alla serie di videogiochi creata da Satoshi Tajiri. Oltre ai videogiochi (sviluppati principalmente da Game Freak) e all'anime nel corso degli anni sono stati prodotti un gioco di carte collezionabili, vari manga e numerosi gadget. In Giappone è stato addirittura eretto un parco divertimenti apposito, il PokéPark.
- Fox McCloud[38]

Volpe antropomorfa protagonista della serie Star Fox, è a capo di un gruppo di mercenari chiamato Team Star Fox. Insieme all'amico e pilota leggendario Falco Lombardi e ai suoi compagni combatte contro il malefico Andross.
- Pit[38]

È un angelo apparso per la prima volta nel videogioco Kid Icarus (1986) per Famicom Disk System e Nintendo Entertainment System.
La maggior parte dei personaggi sopra elencati sono presenti nella serie Super Smash Bros.. Nei titoli di questa saga appaiono anche Marth e Ike (Fire Emblem), Ness (EarthBound), Olimar (Pikmin), Popo e Nana (Ice Climber) e i Pokémon Pichu, Jigglypuff, Lucario, Greninja, Incineroar e Mewtwo. In Super Smash Bros. Brawl, Super Smash Bros. per Nintendo 3DS e Wii U e Super Smash Bros. Ultimate compaiono anche personaggi non appartenenti a serie Nintendo quali Pac-Man, Solid Snake, Sonic the Hedgehog, Simon Belmont, Terry Bogard, Sephiroth, Kazuya Mishima e Sora.

### Altri prodotti

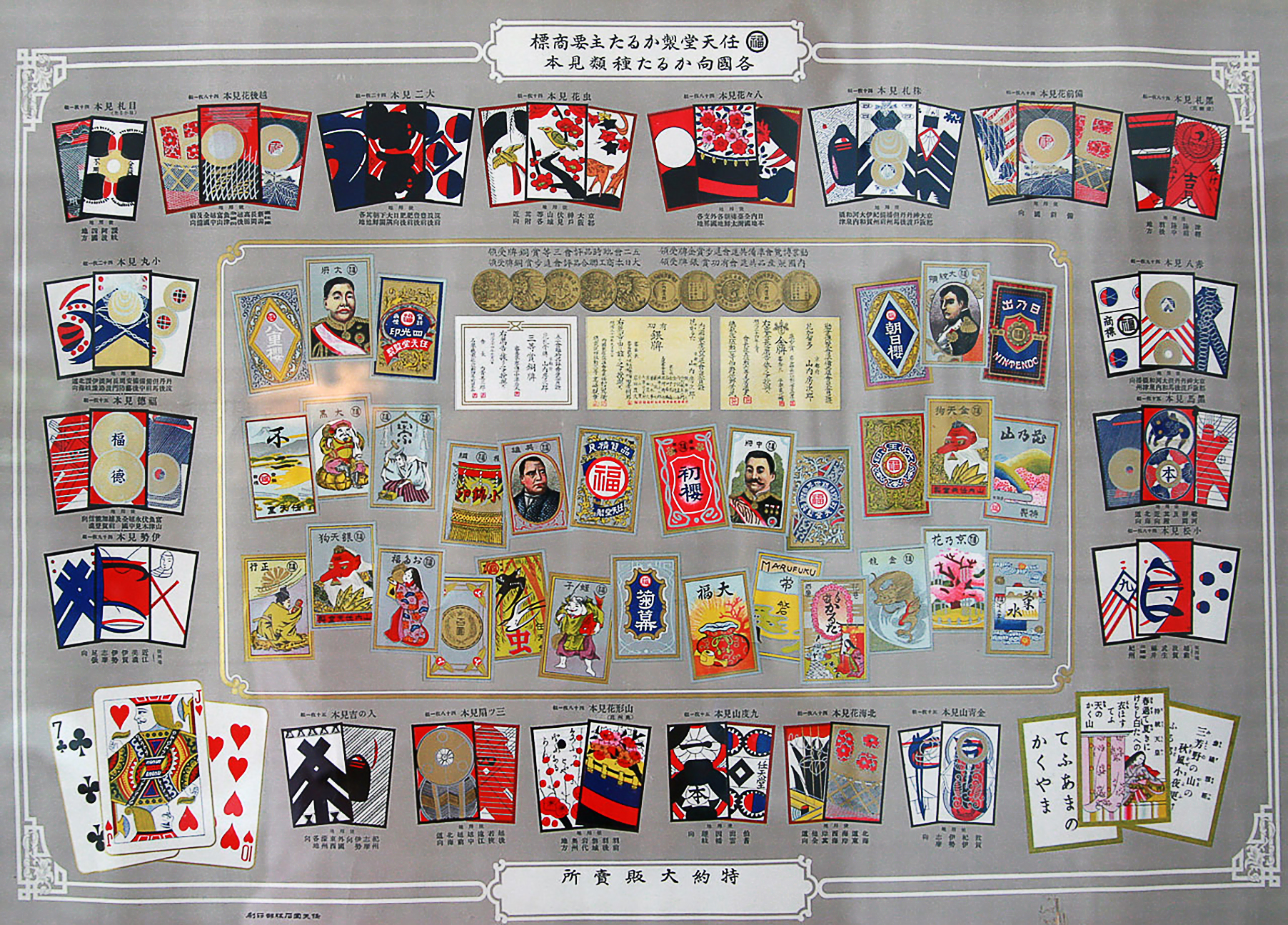
Poster del periodo Meiji

Oltre a console e videogiochi, Nintendo continua a produrre alcuni giochi da tavolo. Tra i prodotti commercializzati nel mercato giapponese figurano carte da gioco, tra cui quelle di hanafuda, set di mahjong, tavoliere per shōgi e goban.

## Risultati commerciali

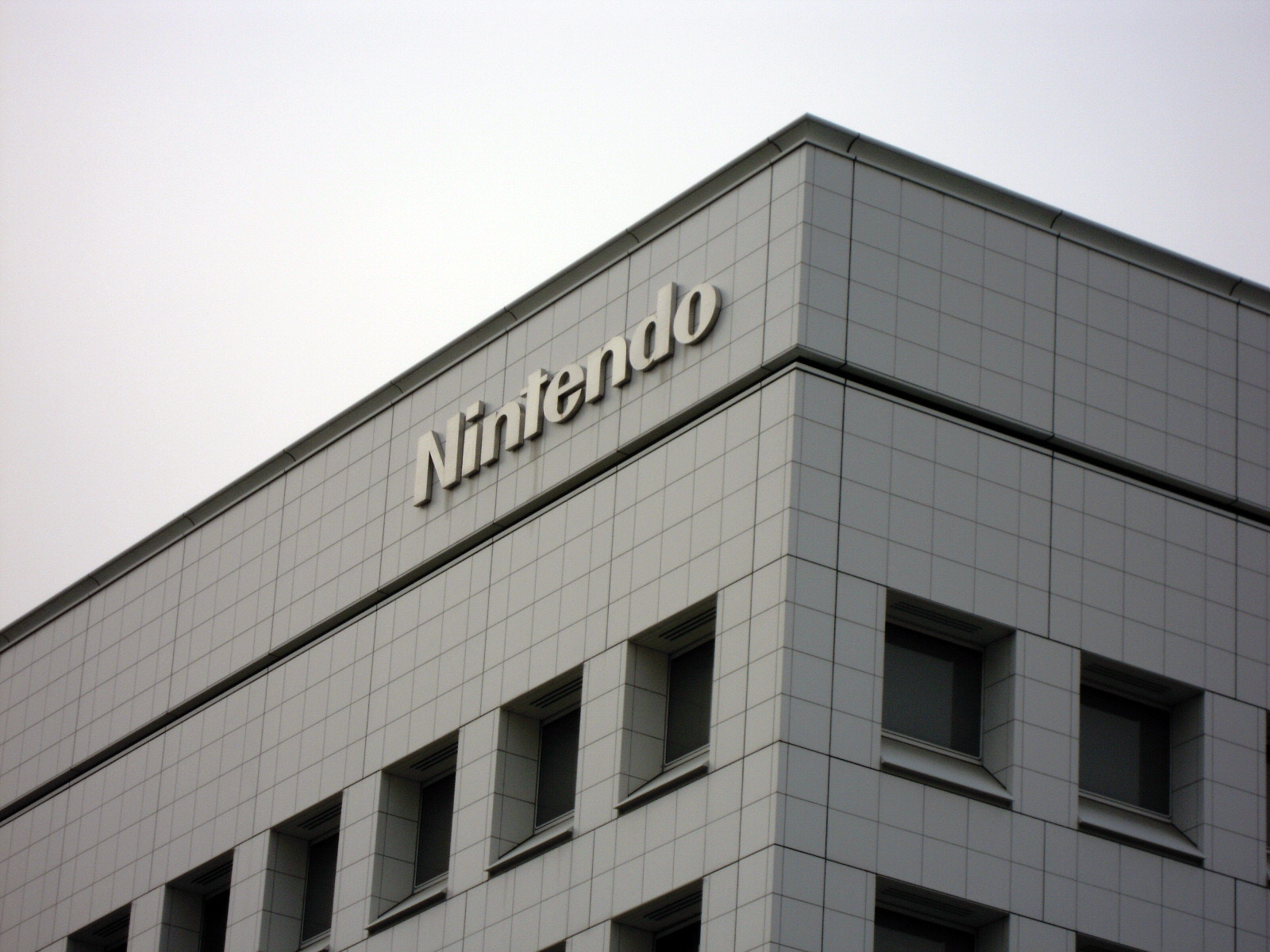
Dettaglio del logo di Nintendo sulla facciata della sede centrale di Kyoto

Secondo i dati ufficiali forniti dalla società il Nintendo Entertainment System e il Super Nintendo Entertainment System hanno venduto globalmente tra i cinquanta e i sessanta milioni di esemplari.
L'ingresso di Satoru Iwata in Nintendo ha portato innumerevoli benefici dal punto di vista commerciale. Al 2004 Nintendo ha venduto oltre centodieci milioni di esemplari tra Game Boy e Game Boy Advance e più di venticinque milioni di Nintendo 64 e circa dieci milioni di Nintendo GameCube.

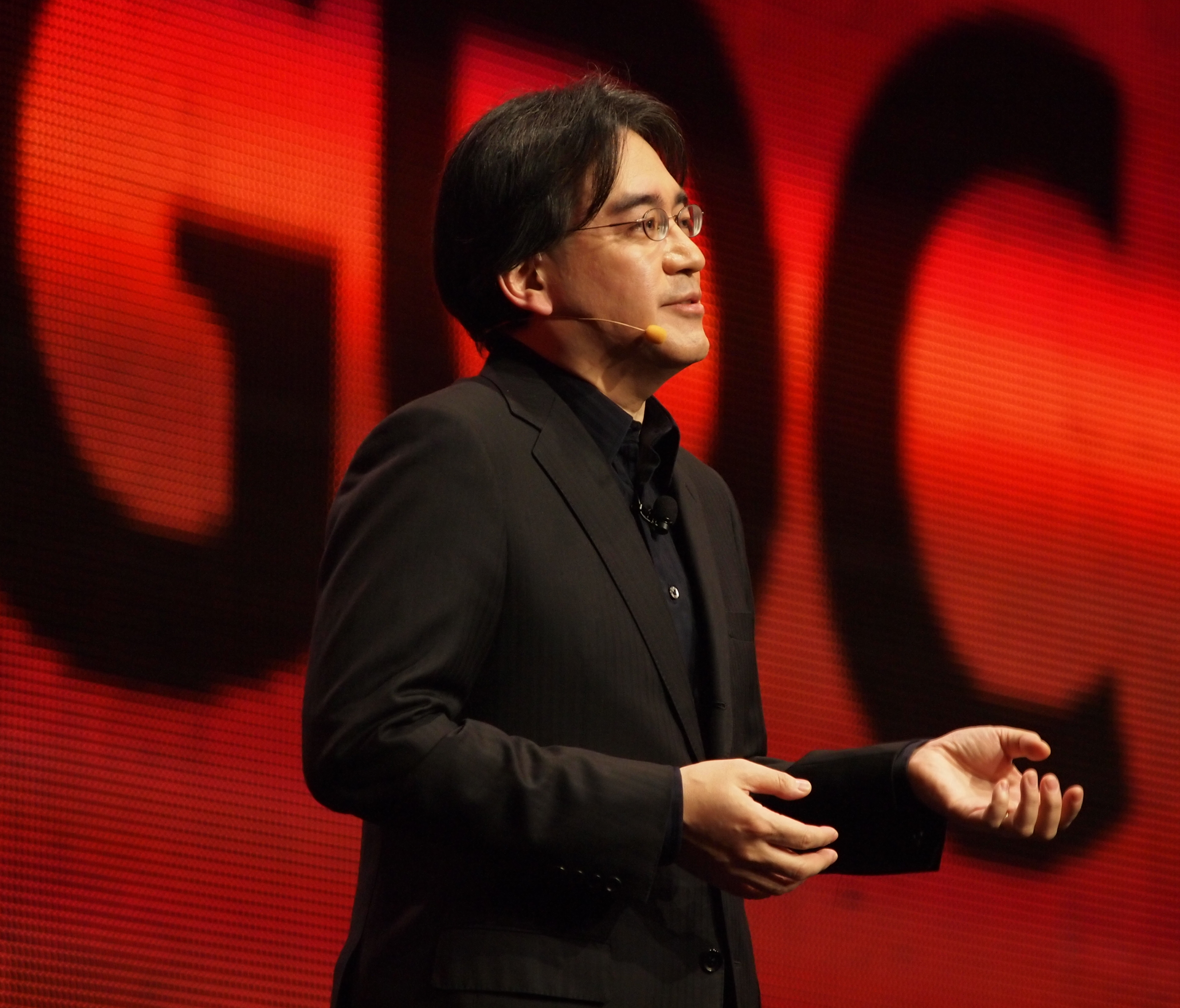
Satoru Iwata

Grazie all'arrivo del Nintendo DS e del Wii il 2007 è risultato essere un anno molto florido dal punto di vista commerciale. Le vendite delle console nel biennio 2006-2007, unite al buon andamento nel settore dei videogiochi, ha consentito alla società di rivedere al rialzo le previsioni di guadagno alla luce del primato finanziario. Nello stesso anno Nintendo diventa l'azienda principale nel mercato delle console domestiche, superando le rivali Sony e Microsoft, entrando inoltre nella classifica delle dieci aziende più importanti del Giappone, superando la stessa Sony.

Logo utilizzato durante la presidenza Iwata

Nel 2008 Nintendo ha continuato a ottenere ottimi risultati, nonostante la crisi economica. Le entrate sono principalmente legate al successo commerciale del Wii. I titoli di punta della console risultarono essere, anche nel 2009, Wii Sports, Wii Fit, Mario Kart Wii, Wii Play e Super Smash Bros. Brawl. Per Nintendo DS i ricavi si hanno principalmente dai titoli della saga Mario (New Super Mario Bros. e Mario Kart DS), Brain Training e dalle serie Nintendogs e Pokémon (con Pokémon Diamante e Perla e Pokémon Platino).
Dopo sette anni di successi nel 2010 si è registrato un calo di profitti. La perdita è stata confermata l'anno successivo, nonostante l'arrivo del Nintendo 3DS e l'ampliamento di titoli nel reparto videogiochi. I risultati finanziari del 2011 hanno spinto Iwata ad anticipare l'uscita del Wii U. Nel 2012 Nintendo ha registrato per la prima volta il bilancio in rosso, mentre nel 2014 ha sofferto la concorrenza delle console Xbox One e PlayStation 4.

### Fatturato

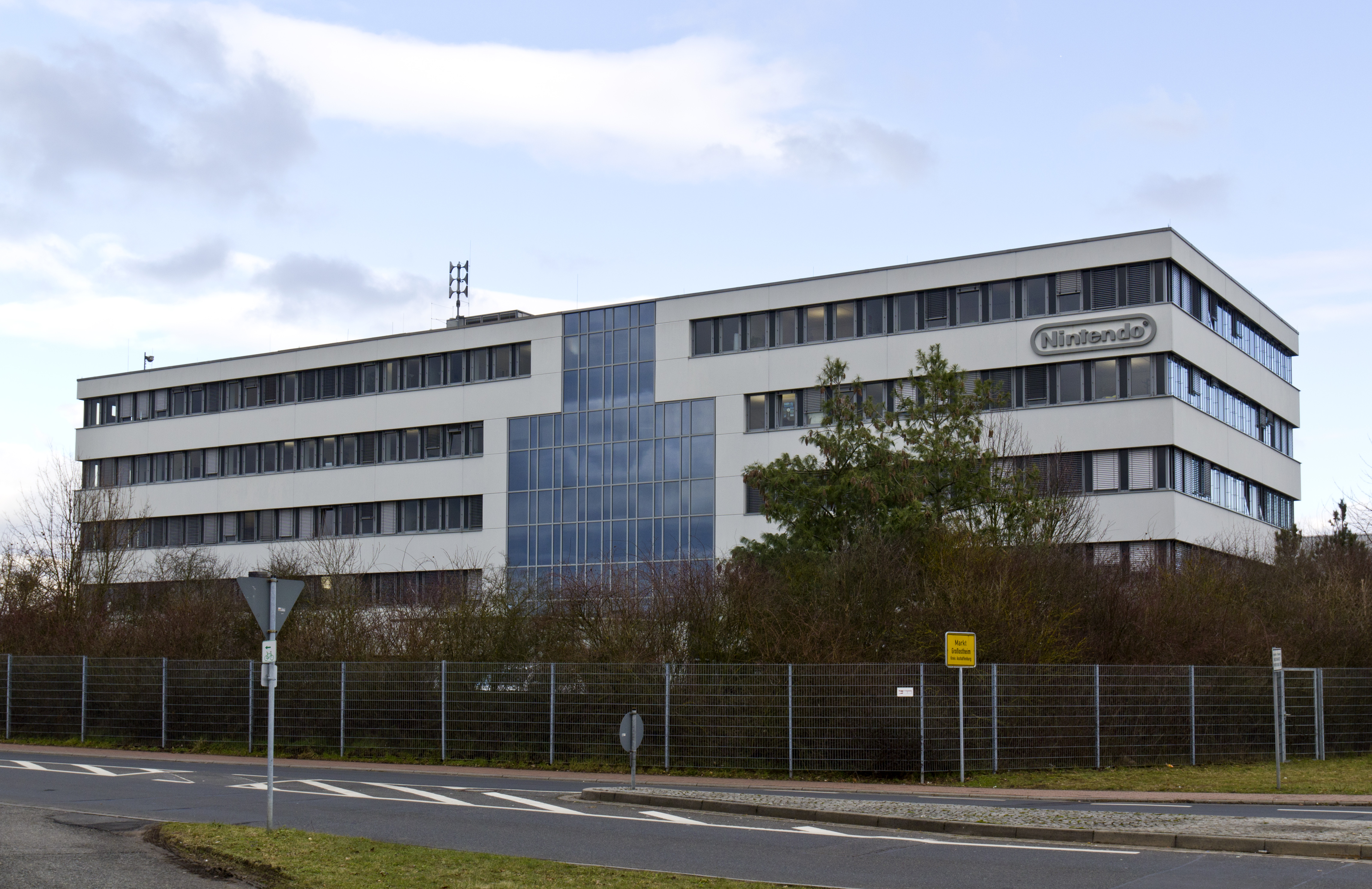
La sede di Nintendo Europe a Großostheim, in Germania

Fatturato di Nintendo dal 1981 al 2025, espresso in milioni di yen:
Ricavi (in milioni di yen)Anno fiscale0300.000600.000900.0001.200.0001.500.0001.800.0002.100.00019811990199920082017RicavoFatturato di Nintendo